# Zdenka Kovač
Zdenka Kovač, slovenska menedžerka in političarka, * 1954, Maribor.
Med 19. decembrom 2002 in 3. decembrom 2004 je bila ministrica brez resorja, pristojna za regionalni razvoj.